# Igreja Presbiteriana na Coreia (HapShin)
A Igreja Presbiteriana na Coreia (HapShin) - em coreano 대한예수교장로회(합신) - é uma denominação reformada, formada na Coreia do Sul em 1981, por grupo dissidente da Igreja Presbiteriana na Coreia (HapDong).

## História

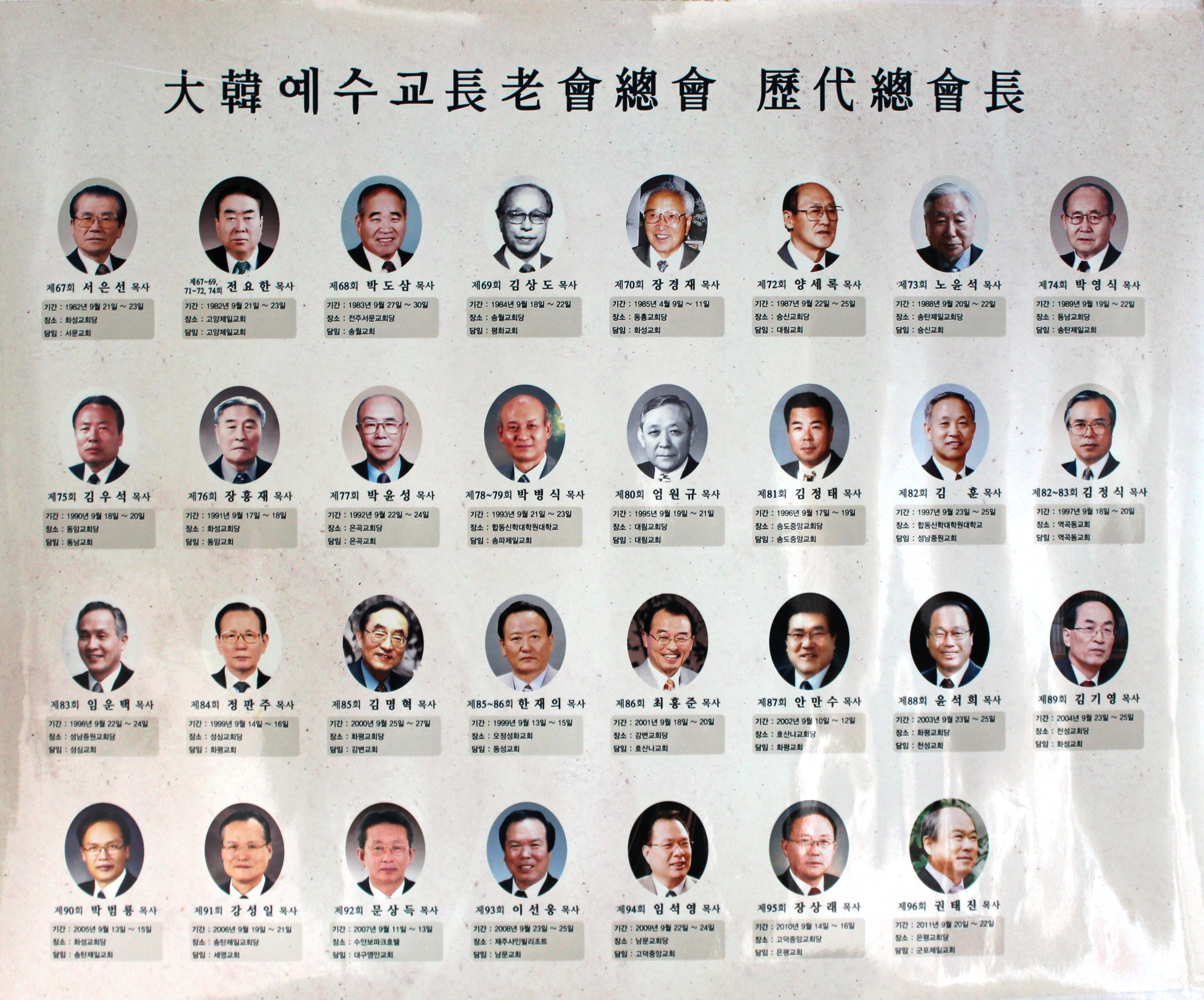
Lista de presidentes da Igreja Presbiteriana na Coreia (HapShin).

A Igreja Presbiteriana na Coreia (HapDong) enfrentou conflitos internos nas décadas de 1970 e 1980. Com resultado, foi formada  em 1980 a Igreja Presbiteriana na Coreia (BaekSeok) e em 1981 a Igreja Presbiteriana na Coreia (GaeHyuk) - em coreano 대한예수교 장로회(개혁).
Em 1998 a igreja GaeHyuk adotou o nome Igreja Presbiteriana na Coreia (HapShin) - em coreano 대한예수교장로회(합신) -  para evitar ser confundida com outras denominações que usam o nome GaeHyuk na Coreia do Sul.
Desde 2002, está em negociação com a Igreja Presbiteriana na Coreia (Kosin) sobre uma possível fusão.

## Seminário
A denominação opera um seminário chamado Seminário Teológico HapDong.

## Demografia
| Ano  | Igrejas | Membros |
| ---- | ------- | ------- |
| 1998 | 445     | 89.617  |
| 2000 | 508     | 101.158 |
| 2002 | 716     | 123.279 |
| 2004 | 772     | 128.711 |
| 2006 | 778     | 144.974 |
| 2008 | 799     | 150.241 |
| 2010 | 852     | 156.508 |
| 2012 | 883     | 154.709 |
| 2014 | 899     | 149.969 |
| 2016 | 924     | 151.516 |
| 2018 | 958     | 146.898 |
| 2020 | 972     | 138.968 |
| 2021 | 973     | 134.531 |
| 2022 | -       | 129.491 |
| 2023 | -       | 129.111 |

Entre 1998 e 2010 a denominação cresceu constantemente, chegando ao pico de 156.508 membros. Todavia, desde então, começou a declinar em número de membros.
Em 2017, a denominação tinha 151.742 membros. Todavia, em 2021, as estatísticas da denominação informaram 14.531 membros em 973 igrejas.
Apesar do declínio no número de membros, o número de igrejas tem crescido constantemente, resultado da plantação de novas igrejas, com poucos membros.

## Doutrina
A denominação subscreve a Confissão de Westminster como exposição fiel da doutrina bíblica.

## Relações intereclesiásticas
A denominação é membro do Concílio de Igrejas Presbiterianas na Coreia e possui relacionamento correspondente com a Igreja Presbiteriana na América.
Em 1989, entrou em acordo com a Igreja Presbiteriana do Japão. Desde 2006, mantem relacionamento com as Igrejas Reformadas Liberadas.